# ميخائيل ماراتوڤيتش فريدمان
ميخائيل ماراتوڤيتش فريدمان (بالروسية: Михаи́л Мара́тович Фри́дман)‏ (بالروسية: Михаи́л Мара́тович Фри́дман) ولد في 21 أبريل 1964 في لڤيڤ، أوكرانيا، هو رجل أعمال أوكراني-روسي من الأوليگارك (المليارديرات الروس). ويقول فريدمان أنه شعر بحساسية كونه يهودي حين رُفِض من الالتحاق بجامعة الفيزياء المرموقة في موسكو. تخرج فريدمان من معهد موسكو للصلب والسبائك عام 1986. في الثمانينيات، عندما كان طالباً، كان يبيع تذاكر المسرح على نطاق واسع. عام 1988 بدأ فريدمان عمله في التجارة والخدمات المالية قبل أن يؤسس كونسورتيوم مجموعة ألفا عام 1989. فريدمان هو رئيس مجلس إدارة كونسورتيوم مجموعة ألفا، والتي تعتبر الآن واحدة من أكبر المجموعات الاستثمارية الخاصة في روسيا. عام 2011، بلغت ثروته 15.1 مليار دولار، ليصبح سابع أغنى رجل في روسيا، وواحد من أغنى عشرين يهودي في العالم. ويشتهر بميله لتمويل مشاريع داعمة للهوية اليهودية.

## أنشطته التجارية
في ديسمبر 2013، تقدم فريدمان مع مستثمرين آخرين لشراء وحدات آر دبليو إي RWE الألمانية للنفط والغاز الطبيعي.حيث تعاني «آر دبليو إي» من خسارة وحدات صناعة الطاقة، وديون تبلغ 41.5 مليار دولار.

## الأنشطة العامة

### الترتيبات والجوائز
- في 2011، قدرت فوربس ثروة فريدمان بمبلغ 15.1 مليار دولار، ليكون سابع أغنى رجل في روسيا والثالث والأربعين في العالم.
- كُرم فيردمان «لتأسيسه علامة تجارية روسية ناجحة» من قبل أكاديمية العلامات التجارية العالمية في 2006.[8]
- كرمته مجلة جي كيو، كرجل أعمال العام في 2006.[9]
- كان فريدمان ضمن قائمة فاينانشيال تايمز «قادة أوروبا الجديدة 2004».
- وكان واحد من «القوى 25 في أوروبا» حسب مجلة فورتشن في 2004.
- في 2003، حصل فريدمان على جائزة اللوحة الذهبية من أكاديمية الانجازات الدولية في واشنطن دي سي، وقدمها له الرئيس الأمريكي السابق بيل كلينتون.

## وصلات خارجية
- ميخائيل ماراتوڤيتش فريدمان على موقع مونزينجر (الألمانية)
- Forbes.com: Forbes World's Richest People
- TeliaSonera initiates legal action against Russian Alfa Group 28 نوفمبر 2005
- Western Operators Warned to Beware Altimo's Business Record 14 ديسمبر 2005
- Shareholder dispute could drive Kyivstar into technical default 11 أبريل 2007
- Telenor steps up fight on Altimo 'propaganda' 30 مارس 2007
- BP, Russian billionaires, and the Kremlin: a Power Triangle that never was 23 نوفمبر 2011
- السيرة الذاتية على مجموعة ألفا
- السيرة الذاتية على مجموعة ليتر ون
- السيرة الذاتية على ألفا بنك